# 朝比奈祐未
朝比奈 祐未（あさひな ゆみ、1991年12月9日 - ）は、日本のタレント、グラビアアイドル、コスプレイヤー。イーツーダイブエンターテインメント所属。
神奈川県出身。多摩美術大学卒業。

## 来歴
漫画、アニメ好きが高じ、何かになりきる楽しさに気づく。役者を目指し、多摩美術大学で演劇を学ぶがワークショップで挫折。在学中は「造形」という特技を活かし、コスプレイヤーとして活動。
所属フリーだった頃に撮影会のモデルをやっており、そこで現所属事務所の社長にスカウトされたのをきっかけに芸能界入り。当初は一度は挫折した女優業を細々としていたが、2016年6月にグラビアデビュー。
美大生時代に仲間内で制作した自主映画でヌードになるなど、露出に全く抵抗がなかったことから、露出度は過激なものであったが、疑似要素を排除。以降、「やり尽くされてるので新しいことをやろう」とジャケットでは露出度を抑える、露出は多くても演出に変化をつけている。結果、3枚目のDVDジャケットでは着衣であるなど露出もなく、知名度も一般的にはないものの予約の段階からAmazonでランクイン。発売後はAmazonで1位となり話題となる。
2020年12月18日、「グラビア・オブ・ザ・イヤー2020」（主催：キネマ旬報社）にて、優秀賞に選出される。

## 人物
- 趣味はひとりディズニー。ディズニー作品が好きであり、ディズニーの施設で働くダンサーが好きなダンスヲタク。
- 特技はコスプレ造形。コスプレ衣装を作ることであるが、ドレスの類ではなくウレタンを用いての武器や鎧、装備品を作ることを[4]得意とする。
- 愛称の「ひなけつ」は自分の思いつきで自分の尻をそう言い始めたらファンやグラドル仲間も使うようになって仇名になった。
- 『週刊プレイボーイ』発表、2017年「美尻番付」にて東の張出横綱に選出[12]。

## 出演

### 舞台
- 「MOTHER マザー～特攻の母 鳥濱トメ物語～」（2021年11月10日 - 14日） - A班

### WEB動画
- 「ノーパン ノーブラ宣言!」第1回（2016年6月22日 – 8月8日、SmartFLASH、新潮社）[13]

## 作品

### イメージビデオ
※太字タイトルはBD版同時発売
- Cool Beauty（2016年6月24日、スパイスビジュアル）[14]
- ヒナノココロ （2016年12月23日、スパイスビジュアル）[15]
- 君のヒナ（2017年5月24日、イーネット・フロンティア）[16]
- あの日、噎せかえる暑さで纏わり付く汗が鬱陶しく嫌気がさした、でも、君を見た瞬間、僕は、あの時の夏に戻ったんだ。（2017年10月27日、エスデジタル）[17]
- あなた、ごめんなさい。 （2018年5月18日、竹書房）[18]
- 体験入国（2018年8月24日、イーネット・フロンティア）[19]
- アサヒナグラフ（2018年10月25日、ワニブックス）[20]
- 恋する僕のひな先生（2019年1月20日、ラインコミュニケーションズ[21][22]
- 白夜に見る黒い夢（2019年5月31日、スパイスビジュアル）[23]
- 遊幻（2019年9月27日、エスデジタル）[24]
- 悦楽のカルテ（2020年1月17日、双葉社）[25]
- 琉球悦楽 ー終わりなき碧の目眩ー（2020年6月26日、スパイスビジュアル）[26]
- 蠱惑な林檎 －聖職者の汚されたキャンバス－（2020年10月20日、ラインコミュニケーションズ）[27]
- AI HINA（2021年2月19日、イーネット・フロンティア）[28]
- 覚醒（2021年7月30日、エスデジタル）[29]
- リビドー（2021年10月20日、ラインコミュニケーションズ）[30]
- 破廉恥セクレタリー（2022年3月25日、スパイスビジュアル）[31]
- 禁断の欲情妄想（2022年7月22日、イーネット・フロンティア）[32]
- WILD FANCY （2023年3月24日、竹書房）[33]
- 義兄に覗かれて・・・。（2023年9月27日、スパイスビジュアル）[34]
- vs仮想エロス（2024年3月26日、エアーコントロール）[35]
- 触れると熱い（2024年6月21日、竹書房）[36]
- そして私は下品に乱れる（2025年1月28日、エアーコントロール）[37]
- 快楽の檻（2025年5月28日、スパイスビジュアル）[38]

### VR
- ヒナと一緒に（2017年6月2日、e-2VR）
- ヒナにマッサージ（2017年6月2日、e-2VR）
- 朝比奈祐未がおれんちに遊びにきた（2018年9月21日、竹書房）
  - リビングでイチャイチャ編
  - V字水着で密着編
  - セクシーランジェリー誘惑編
- ゆみ先生と夢の同棲生活なんて本当にイイの?（2020年11月20日、ラインコミュニケーションズ）
  - ヤバすぎ水着で目の前に…超ドキドキ編
  - 朝からベッドでイチャイチャ編
  - ふたりで仲良くお風呂でピッタリ密着編
- Precious Dress Show 26（2023年12月1日、ファンタスティカ）
- バーチャルダイブ 僕と先生のオトナの事情（2023年12月15日、ファンタスティカ）
- Precious Dress Show 33（2024年8月2日、ファンタスティカ）
- バーチャルダイブ ペットのお仕え生活（2024年8月23日、ファンタスティカ）
- Precious Dress Show 47（2025年5月2日、ファンタスティカ）
- バーチャルダイブ 破壊衝動の誘惑（2025年5月23日、ファンタスティカ）

### 写真集
- アサヒナ画報（2018年7月7日、ワニブックス、撮影：Kendrick Watanabe）ISBN 978-4847081309[39]
- 琉球悦楽（2020年5月22日、双葉社、撮影：Kendrick Watanabe）ISBN 978-4575315516[40]